# Pieve di Santa Maria a Loppia
La pieve di Santa Maria Assunta è un antico luogo di culto cattolico situato a Loppia, frazione di Barga, in provincia di Lucca e arcidiocesi di Pisa.

## Storia e descrizione
La chiesa, documentata già nel 764 e poi nell'anno 845, fu poi inserita sotto la giurisdizione dei Rolandinghi che presso la chiesa ebbero la loro sede. Nel 1058 la contessa Beatrice di Canossa provvide a ricostruirla nelle forme romaniche e nelle dimensioni attuali, se si eccettua la ristrutturazione effettuata nel XVI secolo, dopo un periodo di abbandono.

### Esterno
Già all'esterno l'edificio denuncia la sua struttura a tre navate con transetto molto sporgente e abside semicircolare in parte non originale, ascrivibile al XII secolo. La facciata è ritmata nella parte bassa da una serie di arcate cieche che vengono riproposte anche nella testata absidale, motivo tipico del romanico pisano-lucchese. Sul lato sinistro dell'edificio sorge il campanile quattrocentesco, a tre piani sovrapposti di bifore. Oltre all'altare dorato e scolpito risalente al XVII secolo, la chiesa conserva alcune tele di epoca seicentesca.

### Interno
L'interno si presenta in tre navate divise da pilastri che sostengono arcate, entrambe dipinte con un intonaco che allude alla dicromia bianco-nera diffusa in Lucchesia. Alla fine delle navate tre cappelle semicircolari contengono altrettanti altari. A quello di destra si trova la Madonna col Rosario e Santi di Baccio Ciarpi, mentre a quello di sinistra è una tela con l'Assunta e Santi di Baccio Lomi.
Nel transetto di sinistra, a pavimento a ridosso della parete di fondo, si trova l'organo a canne, costruito da Domenico Pucci nel 1843-1845 e restaurato dai Fratelli Marin nella seconda metà del XX secolo; a trasmissione meccanica, dispone di 18 registri su unico manuale e pedale.